# Chauliodus vasnetzovi
Chauliodus vasnetzovi is een straalvinnige vissensoort uit de familie van Stomiidae. De wetenschappelijke naam van de soort is voor het eerst geldig gepubliceerd in 1972 door Novikova.